# NGC 5581
NGC 5581 (другие обозначения — MCG 4-34-21, ZWG 133.38, PGC 51282) — галактика в созвездии Волопас.
Этот объект входит в число перечисленных в оригинальной редакции «Нового общего каталога».